# Luis Caro Escallón
Luis Caro Escallón (Bogotá, 5 de marzo de 1912 - ibidem, 24 de enero de 1969) fue un abogado penalista y procesalista y político colombiano, miembro del Partido Conservador Colombiano.
Escallón fue un destacado abogado, ocupando varios cargos de prestigio entre sus colegas como magistrado de la Corte Suprema de Justicia, llegando incluso a ser procurador general de Colombia en 1951. En 1953, con el golpe de Estado del general Gustavo Rojas Pinilla, Caro pasó a ocupar la gobernación de Cundinamarca y luego el Ministerio de Justicia Nacional. Fue ministro de Justicia hasta principios de 1956, cuando pasó a ser embajador en Italia.